# Самотос Іван Михайлович

Пам'ятник Чорноволу у Львові

Братська могила партизанів-наумівців, невідомого радянського льотчика і мирних жителів с. Завонє (Соснівка, 1974, у співавторстві з О. Матвіївим)

Іва́н Миха́йлович Самото́с (20 серпня 1933, Устя — 7 липня 2016, Львів) — український скульптор. Заслужений діяч мистецтв УРСР (1990), народний художник України (1998), педагог, професор (1991). Нагороджений орденом Князя Ярослава Мудрого (2003) та орденом Кирила та Мефодія (2005).

## Біографія
Народився 20 серпня 1933 року в селі Устя, нині Львівської області. У 1953—1959 роках навчався у Львівському інституті прикладного і декоративного мистецтва, учень Івана Васильовича Севери.
Від 1963 року викладач, а від 1991 року професор Львівського інституту прикладного і декоративного мистецтва (нині Львівська академія мистецтв).

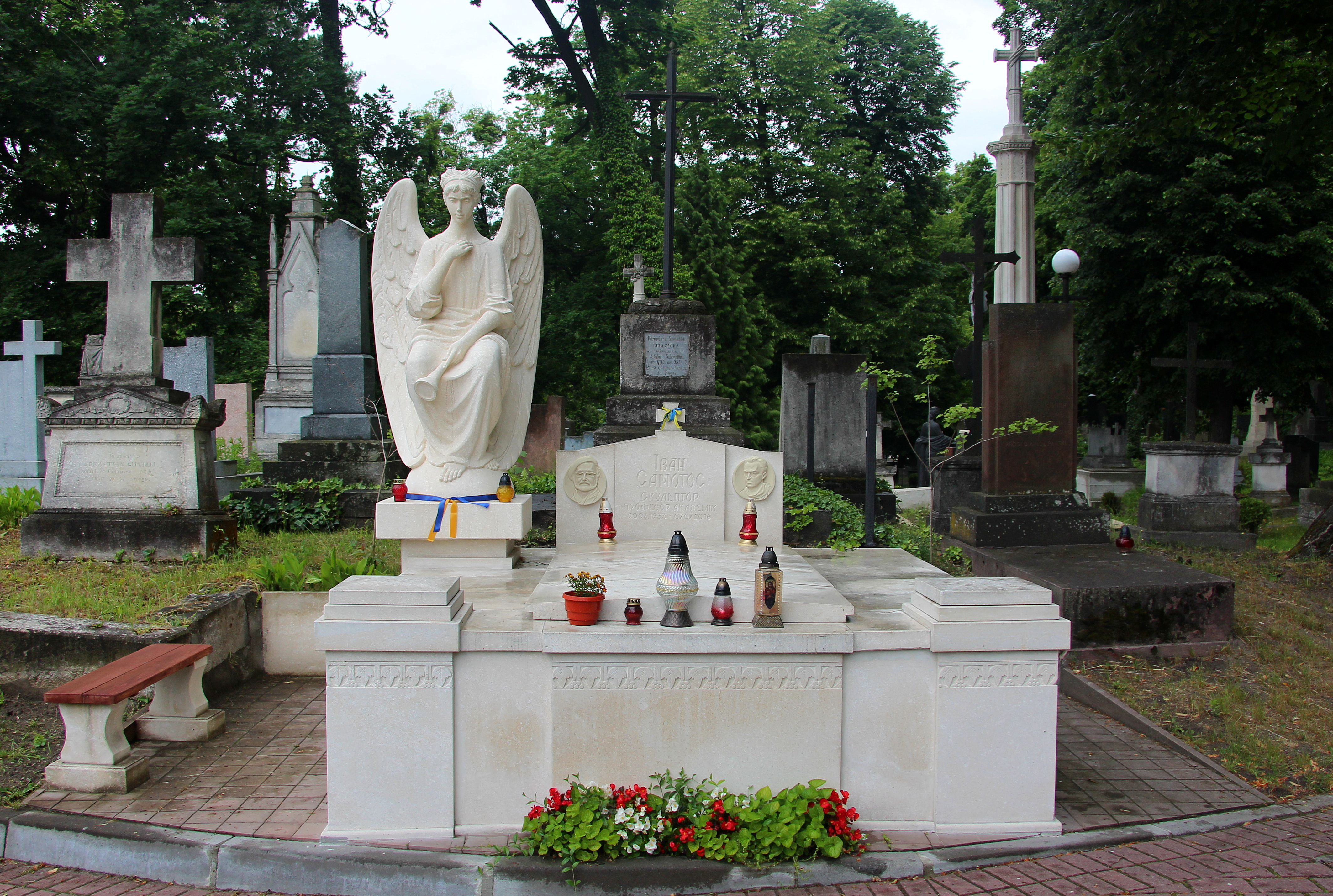
Гробівець Івана Самотоса та його родини на 50 полі Личаківського цвинтаря у Львові

Помер у Львові, похований у родинному гробівці на 50 полі Личаківського цвинтаря.

## Твори
- Ветеран Великої Вітчизняної війни професор Я. П. Запаско (тонований гіпс, 69×80×42)[3].
- Пам'ятник піонеру Велентинові Котику у Шепетівці (граніт, бронза, 1958; у співавторстві з А. Скибою).
- Пам'ятник Володимирові Леніну в смт Медениця (1967)[4].
- Пам'ятник Перемозі у Стрию. Співавтори скульптори Дмитро Крвавич, Володимир Бець, архітектор П. Мельник. Споруджений 1968 року[5] (за іншими даними — у 1965—1966[6]).
- Пам'ятники землякам, загиблим у селах Цміни (1968)[7], Стенятин (1968)[8], Чайковичі (1971)[9], Новосілки Турійського району (1972, співавтор Зінаїда Расіна)[10], у Старокостянтинові (штучний камінь, співавтори скульптор Любомир Лесюк, архітектор Володимир Блюсюк)[11], Чукві (1981, архітектор Володимир Блюсюк)[9].
- Погруддя Григорія Сковороди (кована мідь, 1969)[12].
- Погруддя Лесі Українки (гіпс, 1970).
- Погруддя Івана Котляревського (не пізніше 1971)[13].
- Портрет Дмитра Яворницького (не пізніше 1971)[14].
- «Сергій Тюленін» (близько 1971)[15].
- «Пролісок» (не пізніше 1971)[16].
- «Академік Д. Яворницький» (1975, дерево, 100×80×70)[17].
- «Наталка» (1975, шамот, 63×46×32, Львівська галерея мистецтв)[17].
- «Хірург Петро Бойчук» (1979, шамот, 60×30×25)[18].
- «Безсмертя» (1979, тонований гіпс, 130×40×30)[18].
- Портрет академіка Василя Щурата (1980, тонований гіпс[19], також шамот, 85×67×43[20]).
- Портрет письменника Якова Стецюка (1982, тонований гіпс, 77×84×46)[20].
- «М. Ф. Колесса» (1986, тонований гіпс, 130×35×23)[21]
- Пам'ятник жертвам НКВС на вулиці Замарстинівській у Львові (1997, бронза, мідь, граніт, карбування)[22].
- Пам'ятник В'ячеславу Чорноволу у Львові (відкрито 28 грудня 2002 року, співавтор — архітектор Василь Каменщик).
- Портрет історика Ярослава Дашкевича (2007, тонований гіпс, 70×40×40)[23].
- Портрет Романа Яціва (2009, тонований гіпс, 40×70×70)[24].
- Фонтан «Лілія» (співавтор Любомир Лесюк)[25].
- Пам'ятна таблиця полковнику Миколі Мариновичу — першому коменданту Львова, встановлена 2003 року на фасаді будівлі Військової комендатури Львівського гарнізону на площі Соборній, 6[26].
- художньо-меморіальна таблиця диригентові, композитору та керівникові заслуженої хорової капели України «Боян» Євгенові Вахняку, встановлена 15 грудня 2012 року на фасаді Будинку культури працівників зв'язку, що на вул. Японській, 9 у Львові (у співавторстві з О. Гончаруком)[27].

## Критика
Письменник Юрій Винничук так відгукнувся про пам'ятник Чорноволу у Львові:

| …з'являються витвори далекі від мистецтва, а то й геть примітивні — як от пам'ятник В. Чорноволу з якоюсь потворною рукою. Відомий скульптор, який усе життя вправлявся на ленінах і визволителях, не зумів навіть виліпити долоню так, аби вона не виглядала карикатурно[28]. |

## Родина
Син Тарас Іванович Самотос (1964 — 17 жовтня 2020) — український скульптор, старший викладач кафедри рисунку Львівської національної академії мистецтв, член Львівської обласної організації Національної спілки художників України. Брав участь у міжнародних виставках, зокрема у Франції та Польщі, а також мав персональні виставки у Львові та Гайдельберзі (Німеччина).